# Der weiße Fleck (Fernsehsendung)
Der weiße Fleck war eine programmergänzende Fernsehsendung, die von 1976 bis 1983 im Deutschen Fernsehen ausgestrahlt wurde. Der Idee zu diesem Sendeformat war ein Beschluss der Intendanten vom 9./10. Dezember 1975 vorausgegangen, der vorsah, ab 1976 im Programmschema Sendezeit für eine Dokumentation freizuhalten, die dem Zuschauer vertiefende Hintergrundinformationen zu einem aktuellen Thema bot, das jedoch nicht rechtzeitig feststand, um es den Fernsehprogrammzeitschriften mitzuteilen.
Im Gegensatz zum ARD-Brennpunkt, der zum damaligen Zeitpunkt Themen behandelte, für die die Sendezeit für einen Beitrag in einem der Politmagazine der ARD nicht ausreichte, lag der Fokus beim Weißen Fleck auf Themen, die die aktuelle Berichterstattung in den Nachrichtensendungen bestimmten. Das ursprüngliche Sendekonzept des Weißen Flecks ging Ende der 1980er Jahre im Brennpunkt in verändertem Sendeformat als Sondersendung zu außergewöhnlichen tagesaktuellen Ereignissen auf.
Der weiße Fleck lief anfänglich am Montag um 22:45 Uhr, ab 1980 erhielt er einen neuen Sendeplatz am Mittwoch zur gleichen Uhrzeit im Anschluss an die Tagesthemen.